# Fernand Michaud
Pour les articles homonymes, voir Michaud.
Ne doit pas être confondu avec Roland et Sabrina Michaud.
Fernand Michaud est un photographe français, né à Levroux le 10 mai 1929 et mort à Tours le 20 avril 2012.
Spécialiste du portrait et du nu, il fut aussi photographe attaché au Festival d'Avignon.

## Biographie
- 1929 : naissance à Levroux (Indre), ses parents sont boulangers-pâtissiers.
- 1939 : premier appareil photo, première photographie, avec un Brownie 4,5x6 offert par sa marraine. Étudie le violon.
- 1943 à 1946 : fait un apprentissage de photographe à Issoudun dans l'Indre. Il y apprend le tirage, la retouche et la prise de vue.
- 1952 : épouse Odette, qui exécute désormais tous ses tirages originaux qui sont virés aux sels de sélénium, d'or et de platine. Odette Michaud sera avec Denis Brihat, Claudine et Jean-Pierre Sudre, pionnière dans redécouverte et la recherche autour de ces procédés de virage noir et blanc.
- 1953 : avec sa femme, crée son premier atelier personnel à Cormery en Touraine. Fait des photographies de mariage, de bébés, de communion. Commence une étude sur la photographie du visage humain.
- 1956 : commence son travail sur les pêcheries des étangs de la Brenne.
- 1964 : création d'un second atelier en Berry. Il poursuit la photographie traditionnelle et couvre en parallèle les différents circuits automobiles européens.
- 1969 : par souci d'indépendance, il abandonne la photographie traditionnelle, part avec sa famille pour Avignon et ouvre dans son appartement un atelier de mode, de publicité et d'industrie. Commence l'archivage du Festival d'Avignon et fait le portrait de metteurs en scène, de comédiens de critiques et d'auteurs.
- 1970 : il est nommé « Maître Photographe Européen ». Il anime des conférences sur le portrait et le nu, en France, en Suisse (école de Vevey), en Allemagne, en Espagne et en Italie. Participe aux premières Rencontres d'Arles. Il a des moments photographiques privilégiés : entretiens avec André Malraux, Francis Ponge, Nathalie Sarraute, Antoine Vitez… C'est au cours d'un voyage en Italie qu'il commence à photographier le nu féminin. La Trilogie, œuvre intimiste, est l'aboutissement de deux étés en Sicile.
- 1976 : s'installe à Civray dans le Poitou où sa femme continue la photographie traditionnelle.
- 1980 : il est nommé photographe attaché au Festival d'Avignon par Bernard Faivre d'Arcier. Il fera, entre autres, une série importante de portraits des acteurs, compositeurs, metteurs en scène, chorégraphes, acteurs et danseurs. Il exécute des séries thématiques sur les grands moments de la Cour d'honneur : En attendant Godot, Richard III, Gassman aux enchères, etc. De même, sur les chorégraphies de Roland Petit, Merce Cunningham, Alvin Ailey, Pina Bausch, Carolyn Carlson…[1].
- 1983 : nommé chevalier dans l'ordre des Arts et des Lettres. Conférence au Club des 30*40 à Paris.
- 1986 : invité d'honneur des Rencontres internationales de photographies à Arles.
- 1989 : nommé officier dans l'ordre des Arts et des Lettres. La Bibliothèque nationale de France fait l'acquisition d'une partie importante de son œuvre : Festival d'Avignon, 55 000 négatifs noir et blanc, environ 10 000 ektas et 250 tirages originaux virés au sélénium. Il fête ses cinquante années de photographie.
- 1991 : commence une étude sur la sculpture et le nu féminin au musée Bouchard à Paris. Il poursuit ce travail au musée Rodin, rue de Varennes, et à Meudon, pendant quatre années. L'aboutissement sera La Chair et la Matière.

Il vivait à Tours avec son épouse.

## Son œuvre
« Ce que Fernand a voulu dire avec ses nus, il en emportera un jour le secret. Car ses photographies ne sont pas des rébus dont un peu de perspicacité permettrait de découvrir l'irréductible sens. »

— Hubert Nyssen
L'œuvre de Fernand Michaud s'articule autour de trois grands domaines :
- le portrait, notamment photographes et gens de théâtre ;
- le théâtre et la danse, avec le festival d'Avignon ;
- le nu.

À ces trois domaines s'ajoute son travail ultime de plusieurs décennies sur les pêcheries de la Brenne.
Ces trois thèmes sont étroitement imbriqués et il est difficile de les évoquer de manière séparée. L'œuvre est austère, difficile d'accès, relativement méconnu en regard de celui de ses contemporains et amis comme Willy Ronis, Jean-Pierre Sudre, Denis Brihat. L'homme est secret : peut-être est-il plus facile de définir Fernand Michaud par ce qu'il n'est pas que par ce qu'il est.

### De l'être humain avant toute chose
Fernand Michaud n'est pas un photographe voyageur comme Bernard Plossu. Son univers : les artistes, le Festival d'Avignon, les Rencontres  d'Arles, ses différents domiciles et ateliers. Un triangle Paris-Provence-Poitou, incluant la Touraine et la Brenne. Il n'est pas plus un paysagiste : de la Sicile il ne retient que la lumière entrant à flots dans la chambre d'un ancien palais, pour un travail intimiste sur le nu (La Trilogie).
Dans son travail sur la Brenne, le paysage n'est utilisé seul qu'en introduction et conclusion d'un travail de reportage-portrait quasi ethnographique sur les différentes strates d'une société rurale attachée à sa terre et ses traditions : l'être humain, seul, l'intéresse.
Il n'est pas non plus homme à raconter en images sa vie, son univers intime à la manière de Claude Batho. Homme discret, secret, c'est toujours à travers le visage ou le corps de l'« autre » qu'il se dévoile et se raconte (un peu).

### Le portrait
Portraitiste, il a toujours évolué à l'écart des contraintes des commandes, pour ne photographier que les gens qu'il aime et admire. Premières études de visages à la chambre grand format (en bois) et lumière artificielle dans les années cinquante : les habitants de son village. À partir des années 1960 il adopte le Leica et la lumière naturelle, pour photographier les artistes du Festival d'Avignon (André Malraux, Duke Ellington, Antoine Vitez, Vittorio Gassman…), et ses pairs photographes (André Kertész, Gisèle Freund, Robert Doisneau entre autres). « Un photographe qui photographie avec prédilection des photographes ! Décidément non, on n'échappe pas aux vertiges de l'auto-portrait. » (Michel Tournier)
Les séances de pose sont l'occasion d'un dialogue de plusieurs heures avec le modèle, débouchant souvent sur une amitié durable avec les artistes (Pina Bausch, Georges Wilson…)
Ses portraits sont toujours graves, austères, sans complaisance mais sans indifférence ni cruauté non plus. L'humour n'en est pas absent. Gisèle Freund dira de son portrait : « je suis laide sur cette photo, mais quel beau portrait ».

### Le nu
Dans le domaine du nu, il a bâti son œuvre avec un nombre très limité de modèles, non professionnels : son épouse, sa fille et sa petite-fille (la Trilogie) ; la comédienne et danseuse Hélène Busnel, et une jeune fille de ses amis.
L'érotisme n'est pas absent, mais pas non plus évident ni recherché dans ses nus. Ce n'est pas la « beauté », ni le désir, qui l'intéressent : mais à travers le grain de la peau, la chair ferme  de l'enfant et la jeune fille, ou marquée par la maternité et alourdie par l'âge (la Trilogie), c'est davantage le mystère de la Femme, de la vie, sa transmission, et de la mort qu'il interroge.
Son travail sur La chair et la matière, dans lequel une jeune femme (Hélène Busnel) évolue parmi les sculptures du musée Rodin, pose la question de la fugacité de la jeunesse et de la vie humaines, face à la permanence et la matière inerte de l'œuvre d'art.
Si l'on ne voit pas toujours le visage du modèle, dans des images qui vont parfois jusqu'à la complète abstraction (la série des Polarisateurs, les Voyages à la surface d'un corps) on devine une collaboration étroite de celui-ci, qui n'est pas seulement un corps nu anonyme offert à l'objectif, mais plutôt un acteur dirigé par un metteur en scène et collaborant avec lui.

### Le théâtre et la danse
Ses séries sur le théâtre et la danse reflètent également une vision toute personnelle du corps. Plus qu'une captation de spectacle, ses images en sont une relecture, des compositions-reconstructions à partir de fragments. On reconnait Walzer de Pina Bausch, ou En attendant Godot, mais à chaque fois la vision est différente de celle que peut avoir le spectateur, et typiquement celle du photographe. Parfois, l'image saisie de telle chorégraphie semble extraite d'une série de nus.

### La Brenne
Brenne secrète est l'ultime publication et reportage de Fernand Michaud. Il l'avait commencé en 1956.

« […] les autochtones sont plus discrets que les bécasses ou les courlis ; difficiles à observer ils savent à l'occasion montrer les dents si vous empiétez sur leur territoire. »

— Jean-Marie Laclavetine
Ce reportage sur la vidange d'un des nombreux étangs de la Brenne, est l'occasion pour Fernand Michaud de quitter  ses modèles artistes pour retrouver ses origines rurales : paysans, petits ou grands propriétaires terriens, tous réunis le temps d'une journée pour une pêche aussi rituelle que quasi-miraculeuse.
Le regard est incisif, souvent ironique mais toujours chaleureux. Dans la lumière hivernale blafarde de « ce Yalta impitoyable où la terre, l'air et l'eau se partagent le monde », des octogénaires entrent dans l'eau jusqu'à la poitrine, tout le monde tire sur les filets et plonge les mains dans la manne de poissons, sous le regard attentif des pisciculteurs et propriétaires de l'étang.
Le photographe est acteur à part entière de la scène, à la fois omniprésent et invisible, car accepté par les modèles comme l'un des leurs, et ayant son rôle à jouer dans la cérémonie. On y retrouve pourtant le portraitiste des années cinquante comme celui de Carolyn Carlson. Michaud photographie les pêcheurs brennous comme une chorégraphie de Pina Bausch. Odette est présente, engoncée dans un ciré, méconnaissable au milieu des hommes.
Cette série sur la Brenne, qui semble à première vue anecdotique, voire folklorique, est peut-être l'aboutissement de sa carrière. Le photographe septuagénaire sait qu'il joue ici sa dernière pièce ; il retrouve le milieu social de ses origines modestes, et peut-être l'enfant qui courait les bois et les étangs en compagnie des petits gitans de passage à Levroux. Et tout l'art de tireuse d'Odette Michaud se met au service de l'une des lumières les plus difficiles qui soit pour le noir et blanc. Le secret de cette Brenne, n'est pas seulement celui de ses autochtones, mais peut-être bien aussi celui des photographes.

### Les tirages originaux
Il n'est pas possible d'évoquer le travail de Fernand Michaud sans dire l'importance des tirages de son épouse Odette, qui de son élève est devenue une des spécialistes de sa génération (avec Claudine Sudre, Denis Brihat) du travail en laboratoire, notamment par sa maîtrise des virages aux métaux précieux tels que l'or, le platine et le sélénium. L'œuvre de Fernand Michaud s'est écrit à quatre mains.

## Publications
- Photo-Ciné-Revue, octobre (folio), 1986
- Fernand Michaud, Musée Nicéphore-Niépce, 1981
- Le nu français, éditions Janninck, 1982
- Photo-Reporter, janvier (folio). 1982
- Photographies Fernand Michaud, texte de Georges Daru, festival d'Avignon, 1982
- Gassmann aux enchères, texte de Bruno Gaudichon et Blandine Chavanne, affaires culturelles de Milan, 1984
- Photographies Fernand Michaud, textes de Bruno Gaudichon, Blandine Chavanne, Danièle Boone, Musée Ste Croix Poitiers, 1984
- Encyclopédie internationale des photographes de 1839 à nos jours, édition Camera Obscura MM. Auer, 1985
- Photographies Fernand Michaud, texte de Jean-Maurice Rouquette, Musée Réattu Arles, 1986
- L'écart Constant, Patrick Roegiers, 1987
- Mon Royaume pour un Cheval, texte de Claude Hudelot, Maison de la Culture de La Rochelle, 1988
- L'Invisible nudité, texte de Janus, Centre culturel de la Vallée d'Aoste, 1992
- Auer index des photographes de 1939 à nos jours, éditions Camera Obscura et Maison Européenne de la Photographie, 1992
- À la recherche du père, Paris-audio-visuel,V. Esder, 1993
- Le répertoire Iconos, photothèques et photographes en France, édition La Documentation Française, 1996
- Les Inédits, musée de la ville de Poitiers, 1997
- Brenne secrète, texte de Jean-Marie Laclavetine, Maison du Parc Régional de la Brenne, 2000

## Expositions
- 6 mars - 3 mai 1981 : Fernand Michaud, Musée Nicéphore-Niépce, Chalon-sur-Saône.
- juin - septembre 1986 : Fernand Michaud, Musée Réattu, Arles, dans le cadre des Rencontres de la photographie d'Arles.
- 1988 : Mon royaume pour un cheval. 70 photographies de Fernand Michaud pour un portrait d'Ariel Garcia-Valdès, Maison de la Culture, La Rochelle[14].
- 27 février - 28 mars 1992 : Fernand Michaud, Bibliothèque nationale, Paris.
- 27 juin - 3 septembre 1995 : Fernand Michaud, dialogue avec Rodin : variations photographiques, Musée Rodin, Paris.
- 16 octobre 1997 - 4 janvier 1998 : Fernand Michaud, Musée Sainte-Croix, Poitiers.
- 21 mai - 24 août 2008 : Acteurs en scène : regards de photographes, Bibliothèque nationale de France, Paris[15]

photographies de Mario Atzinger, Claude Bricage, Daniel Cande, Fernand Michaud, Nadar, Roger Pic, Charles Reutlinger, Studio Harcourt, Nicolas Treatt, Agnès Varda.

## Œuvres dans les collections publiques
- Musée Nicéphore-Niépce à Chalon-sur-Saône.
- Fondation nationale de la Photographie à Lyon.
- Alliance culturelle à New-York.
- Musée Sainte-Croix à Poitiers.
- Musée Réattu à Arles.
- Bibliothèque nationale de France à Paris.
- Région autonome de la Vallée d'Aoste.
- Biennale de la Photographie à Turin.
- Musée Rodin à Paris.
- Maison de la culture à La Rochelle.
- Cité des sciences et de l'industrie à Paris.
- Maison du parc naturel régional de la Brenne.